# Françoisite-(Nd)
La françoisite-(Nd) (simbolo IMA: Frç-Nd) è un raro minerale del gruppo della fosfuranilite appartenente alla famiglia dei "fosfati, arseniati e vanadati"; possiede composizione chimica Nd(UO2)3O(OH)(PO4)2 • 6H2O.

## Etimologia e storia
La françoisite-(Nd) è stata chiamata in questo modo nel 1988 da P. Piret, M. Deliens e J. Piret-Meunier in onore del dottor Armand François, geologo belga ed ex direttore del dipartimento di geologia della Gécamine, una società mineraria dello Zaire.

## Classificazione
La classica nona edizione della sistematica dei minerali di Strunz, aggiornata dall'Associazione Mineralogica Internazionale (IMA) fino al 2009, elenca la françoisite-(Nd) nella classe "8. Fosfati, arseniati, vanadati" e da lì nella sottoclasse "8.E Fosfati e arseniati di uranile"; questa viene più finemente suddivisa in base al rapporto tra uranile e fosfato (o arseniato, oppure vanadato), in modo tale da trovare la françoisite-(Nd) nella sezione "8.EC UO2:RO4 = 3:2" dove forma il sistema nº 8.EC.05 insieme a françoisite-(Ce), phuralumite e upalite.
Questa classificazione viene mantenuta invariata anche nell'edizione successiva, proseguita dal database "mindat.org" e chiamata Classificazione Strunz-mindat.
Nella Sistematica dei lapis (Lapis-Systematik) di Stefan Weiß la françoisite-(Nd) si trova nella classe dei "fosfati, arseniati e vanadati" e da lì nella sottoclasse dei "fosfati/arseniati di uranile e vanadati di uranile con [UO2]2+ - [PO4]/[AsO4]3- e [UO2]2+ - [V2O8]6-, nonché vanadati isotipici (serie della sincosite)" dove forma il sistema nº VII/E.07 insieme a phuralumite, mundite, nielsbohrite, yingjiangite, fosfuranilite, phurcalite, arsenuranilite, bergenite, françoisite-(Ce), dewindtite, renardite, dumontite, hügelite, kamitugaite, kivuite, althupite, vanmeersscheite, metavanmeersscheite e arsenovanmeersscheite.
Anche la classificazione dei minerali secondo Dana, usata principalmente nel mondo anglosassone, elenca la françoisite-(Nd) nella famiglia dei "fosfati, arseniati e vanadati"; qui è nella classe dei "fosfati idrati ecc., con idrossile o alogeno" e nella sottoclasse dei "fosfati idrati ecc., contenenti idrossile o alogeno con (AB)5(XO4)2Zq • x(H2O)"; qui il minerale forma il sistema nº 42.04.14 come unico membro.

## Abito cristallino
La françoisite-(Nd) cristallizza nel sistema monoclino nel gruppo spaziale P2/c (gruppo nº 13) con i parametri reticolari a = 9,298(2) Å, b = 15,605(4) Å, c = 13,668(2) Å e β = 112,77(1)°, oltre ad avere 4 unità di formula per cella unitaria.

## Origine e giacitura
La françoisite-(Nd) è un raro prodotto di alterazione dell'uraninite in un giacimento sedimentario di rame–cobalto; i minerali associati sono astrocianite-(Ce), curite, kamotoite-(Y), masuyite, schoepite, schuilingite-(Nd), uraninite e uranofane.
La françoisite-(Nd) è molto rara ed è stata trovata solo in pochi siti: a Kamoto (10.71912°S 25.41796°E) nei pressi di Mutshatsha (Repubblica Democratica del Congo, ex Zaire), che è anche la località tipo del minerale; nel dipartimento di Lébombi-Léyou (Gabon); nell'area di Mount Painter in Australia Meridionale (Australia); a Kawasaki nella prefettura di Fukuoka (Giappone); a La Creusaz nei pressi di Salvan (Svizzera); a St. Blasien nel Baden-Württemberg (Germania); a Condino (in Trentino-Alto Adige, Italia).

## Forma in cui si presenta in natura
La françoisite-(Nd) forma cristalli piatti e allungati, di dimensioni fino a 0,3 mm; i cristalli si presentano in aggregati. Il minerale è traslucido con lucentezza vitrea; il colore è giallo, mentre il colore del suo striscio va dal bianco al giallo.

## Proprietà
La françoisite-(Nd), a causa del suo contenuto di uranio pari al 61,26%, è molto radioattiva. Tenendo conto delle proporzioni degli elementi radioattivi nella formula molecolare idealizzata e dei successivi decadimenti della serie di decadimento naturale, viene data un'attività specifica di 109,732 kBq/g (per confronto, il potassio naturale possiede un'attività specifica di 0,0312 kBq/g). Il valore citato può variare in modo significativo a seconda del contenuto minerale e della composizione degli stadi, ed è anche possibile l'arricchimento selettivo o l'arricchimento dei prodotti di decadimento radioattivo che modificano l'attività.